# Gillian Rose (Philosophin)
Gillian Rose (* 20. September 1947 in London; † 9. Dezember 1995 in Coventry) war eine britische Philosophin und Soziologin.
Geboren 1947 als Gillian Stone, wuchs sie als Tochter einer nicht praktizierenden jüdischen Familie im Londoner Westen auf und studierte am St Hilda’s College der Universität Oxford, an der Columbia University und der Freien Universität Berlin. Den Namen Rose wählte sie im Alter von 16 Jahren. Als Akademikerin engagierte sie sich in der polnischen Kommission für die Zukunft von Auschwitz. Im Alter von 48 Jahren erlag sie 1995 einem zweijährigen schweren Krebsleiden, das sie in ihrer autobiografischen Erzählung Die Arbeit der Liebe thematisierte. Auf dem Totenbett konvertierte sie zum Christentum der Anglikanischen Kirche.
Ihre akademische Karriere begann sie mit einer Dissertation über Theodor W. Adorno, betreut von Leszek Kołakowski. Sie lehrte danach als Reader in der Fakultät für Europäische Studien an der University of Sussex und schließlich als Professorin für soziale und politische Theorie (Social and Political Thought) an der University of Warwick (1989 bis 1995).
Einen zentralen Stellenwert in ihrem Denken nahmen die Moderne und ihre Aporien ein. In diesem Kontext entstanden das Buch über Hegel und ihre Polemik gegen die postmodernen französischen Denker, vornehmlich Derrida und Foucault.

## Schriften (Auswahl)
- The Melancholy Science. An Introduction to the Thought of Theodor W. Adorno (1978)
- Hegel Contra Sociology (1981)
- Dialectic of Nihilism: Poststructuralism and Law (1984)
- Judaism and Modernity (1993)
- Love's Work: A Reckoning With Life (1995)
  - dt.: Die Arbeit der Liebe. Kunstmann, München 1996 u. a.; ISBN 3-596-14592-9